# Дієго Рібас да Кунья
Дієго Рібас да Кунья (порт. Diego Ribas da Cunha, нар. 28 лютого 1985, Рібейран-Прету), більш відомий як просто Дієго — бразильський футболіст, півзахисник «Фламенгу» та, в минулому, національної збірної Бразилії.

## Клубна кар'єра

### «Сантус»
Народився 28 лютого 1985 року в місті Рібейран-Прету. Вихованець футбольної школи клубу «Сантус». Дорослу футбольну кар'єру розпочав 2001 року в основній команді того ж клубу, в якій провів три сезони, взявши участь у 64 матчах чемпіонату. Більшість часу, проведеного у складі «Сантуса», був основним гравцем команди.

### «Порту»
Своєю грою за цю команду привернув увагу представників тренерського штабу клубу «Порту», до складу якого приєднався 2004 року. Відіграв за клуб з Порту наступні два сезони своєї ігрової кар'єри. Граючи у складі «Порту» також здебільшого виходив на поле в основному складі команди. За цей час виборов титул чемпіона Португалії.

### «Вердер»
У 2006 році уклав контракт з клубом «Вердер», у складі якого провів наступні три роки своєї кар'єри гравця. Тренерським штабом нового клубу також розглядався як гравець «основи». У складі «Вердера» був одним з головних бомбардирів команди, маючи середню результативність на рівні 0,45 голу за гру першості. За цей час додав до переліку своїх трофеїв титул володаря Кубка Німеччини.

### «Ювентус»
У 2009 році Дієго придбав італійський «Ювентус». У його складі бразилець зіграв 35 ігор і відзначився 5 м'ячами. Покинув команду в 2010 році.

### «Вольфсбург»
2010 року повернувся до Німеччини, уклавши контракт з «Вольфсбургом», який сплатив «Ювентусу» рекордні в своїй історії 15,5 млн євро. У першій частині сезону 2010-11 гравець був ключовою фігурою півзахисту «Вольфсбурга», втім вже на початку 2011 року в Дієго почалися конфлікти з головним тренером команди Стівом Маклареном, через які гравця було декілька разів оштрафовано, він також почав не потрапляти до стартового складу команди.
По завершенні сезону 2010-11 до «Вольфсбурга» прийшов новий головний тренер, Фелікс Магат, який повідомив бразильського півзахисника, що не бачить його в основному складі своєї команди.

### «Атлетіко»
Влітку 2011 року новим клубом Дієго став мадридський «Атлетіко», до якого гравець приєднався на умовах однорічної оренди. Відіграв протягом сезону за мадридський клуб 30 матчів в національному чемпіонаті. Влітку 2012 року повернувся до «Вольфсбурга».
31 січня 2014 року Дієго повернувся з «Вольфсбурга» в «Атлетіко», підписавши контракт до кінця сезону. Дієго дебютував 2 лютого в матчі чемпіонату проти «Реал Сосьєдада» (4:0), забивши четвертий і останній гол у матчі. 1 квітня Дієго забив з дальнього пострілу у ворота «Барселони» в Лізі чемпіонів, завдяки чому «Атлетіко» досягли півфіналу турніру вперше з 1974 року, а потім, після перемоги над «Челсі» (3:1), «Атлетіко» досягнув фіналу Ліги чемпіонів. Проте, в першому в історії мадридському дербі в фіналі Ліга чемпіонів Дієго був на лавці запасних, а «Атлетіко» програв 1:4. Тим не менш, Дієго допоміг клубу вперше за 18 років виграти Ла Лігу.

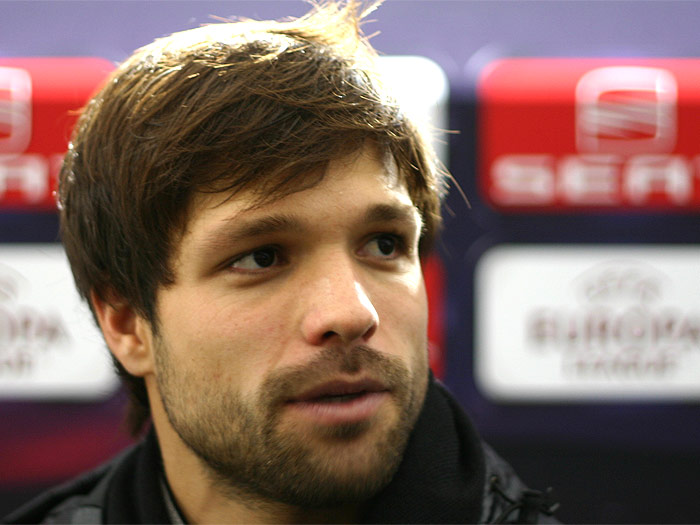

### «Фенербахче»
11 липня 2014 року на правах вільного агента підписав трирічний контракт з турецьким «Фенербахче», де відразу став основним гравцем. У складі турецького клубу зіграв 53 матчі й забив 5 голів.
Влітку 2016 року покинув турецький клуб і повернувся на батьківщину, де став гравцем «Фламенгу».

## Виступи за збірні
У 2008 році залучався до складу молодіжної збірної Бразилії. На молодіжному рівні зіграв у 6 офіційних матчах, забив 2 голи.
У 2003 році дебютував в офіційних матчах у складі національної збірної Бразилії. Наразі провів у формі головної команди країни 34 матчі, забивши 4 голи.
У складі збірної був учасником розіграшу Золотого кубка КОНКАКАФ 2003 року у США та Мексиці, де разом з командою здобув «срібло», розіграшу Кубка Америки 2004 року у Перу, здобувши того року титул континентального чемпіона, розіграшу Кубка Америки 2007 року у Венесуелі, де бразильці також стали найсильнішою збірною континенту.
| Дата       | Місто          | Господарі  | Результат        | Гості      | Турнір                            | Голи | Примітки |
| ---------- | -------------- | ---------- | ---------------- | ---------- | --------------------------------- | ---- | -------- |
| 30/04/2003 | Гвадалахара    | Мексика    | 0 – 0            | Бразилія   | товариський матч                  | -    | 83'      |
| 13/07/2003 | Мехіко         | Мексика    | 1 – 0            | Бразилія   | Кубок КОНКАКАФ 2003 - 1-й етап    | -    | 73'      |
| 16/07/2003 | Мехіко         | Бразилія   | 2 – 1            | Гондурас   | Кубок КОНКАКАФ 2003 - 1-й етап    | 1    |          |
| 20/07/2003 | Маямі          | Колумбія   | 0 – 2            | Бразилія   | Кубок КОНКАКАФ 2003 - чвертьфінал | -    |          |
| 24/07/2003 | Маямі          | США        | 1 – 2 д.ч.       | Бразилія   | Кубок КОНКАКАФ 2003 - півфінал    | 1    |          |
| 27/07/2003 | Мехіко         | Бразилія   | 0 – 1 д.ч.       | Мексика    | Кубок КОНКАКАФ 2003 - Фінал       | -    |          |
| 07/09/2003 | Барранкілья    | Колумбія   | 1 – 2            | Бразилія   | Відбір до ЧС 2006                 | -    | 86'      |
| 09/07/2004 | Арекіпа        | Бразилія   | 1 – 0            | Чилі       | Копа Америка 2004 - 1-й етап      | -    | 63', 87' |
| 11/07/2004 | Арекіпа        | Бразилія   | 4 – 1            | Коста-Рика | Копа Америка 2004 - 1-й етап      | -    | 58'      |
| 14/07/2004 | Арекіпа        | Бразилія   | 1 – 2            | Парагвай   | Копа Америка 2004 - 1-й етап      | -    | 65'      |
| 21/07/2004 | Ліма           | Уругвай    | 1 – 1 (3-5 п.п.) | Бразилія   | Копа Америка 2004 - півфінал      | -    | 75'      |
| 25/07/2004 | Ліма           | Аргентина  | 2 – 2 (2-4 п.п.) | Бразилія   | Копа Америка 2004 - Фінал         | -    | 54'      |
| 15/11/2006 | Базель         | Швейцарія  | 1 – 2            | Бразилія   | товариський матч                  | -    | 89'      |
| 06/02/2007 | Лондон         | Португалія | 2 – 0            | Бразилія   | товариський матч                  | -    | 67'      |
| 24/03/2007 | Ґетеборг       | Чилі       | 0 – 4            | Бразилія   | товариський матч                  | -    | 78'      |
| 27/03/2007 | Стокгольм      | Гана       | 0 – 1            | Бразилія   | товариський матч                  | -    | 77'      |
| 01/06/2007 | Лондон         | Англія     | 1 – 1            | Бразилія   | товариський матч                  | 1    | 74'      |
| 05/06/2007 | Дортмунд       | Туреччина  | 0 – 0            | Бразилія   | товариський матч                  | -    | 70'      |
| 28/06/2007 | Пуерто-Ордас   | Бразилія   | 0 – 2            | Мексика    | Копа Америка 2007 - 1-й етап      | -    | 46'      |
| 05/07/2007 | Пуерто-ла-Крус | Бразилія   | 1 – 0            | Еквадор    | Копа Америка 2007 - 1-й етап      | -    | 74', 78' |
| 10/07/2007 | Маракайбо      | Уругвай    | 2 – 2 (4-5 п.п.) | Бразилія   | Копа Америка 2007 - півфінал      | -    | 74'      |
| 15/07/2007 | Маракайбо      | Аргентина  | 0 – 3            | Бразилія   | Копа Америка 2007 - Фінал         | -    | 90'      |
| 22/08/2007 | Монпельє       | Бразилія   | 2 – 0            | Алжир      | товариський матч                  | -    | 69'      |
| 09/09/2007 | Чикаго         | США        | 2 – 4            | Бразилія   | товариський матч                  | -    | 85'      |
| 18/10/2007 | Ріо-де-Жанейро | Бразилія   | 5 – 0            | Еквадор    | Відбір до ЧС 2010                 | -    | 89'      |
| 06/02/2008 | Дублін         | Ірландія   | 0 – 1            | Бразилія   | товариський матч                  | -    | 78'      |
| 26/03/2008 | Лондон         | Бразилія   | 1 – 0            | Швеція     | товариський матч                  | -    | 66'      |
| 31/06/2008 | Сієтл          | Бразилія   | 3 – 2            | Канада     | товариський матч                  | 1    | 69'      |
| 06/06/2008 | Бостон         | Бразилія   | 0 – 2            | Венесуела  | товариський матч                  | -    | 46'      |
| 15/06/2008 | Асунсьйон      | Парагвай   | 2 – 0            | Бразилія   | Відбір до ЧС 2010                 | -    | 69'      |
| 19/06/2008 | Белу-Оризонті  | Бразилія   | 0 – 0            | Аргентина  | Відбір до ЧС 2010                 | -    | 34', 79' |
| 08/09/2008 | Сантьяго       | Чилі       | 0 – 3            | Бразилія   | Відбір до ЧС 2010                 | -    | 31', 78' |
| 10/09/2008 | Ріо-де-Жанейро | Бразилія   | 0 – 0            | Болівія    | Відбір до ЧС 2010                 | -    | 72', 76' |
| Усього     |                | Матчів     | 33               |            | Голів                             | 4    |          |

## Титули і досягнення

### Командні
- Чемпіон Бразилії (4):

«Сантос»: 2002, 2004
«Фламенгу»: 2019, 2020
- Чемпіон Португалії (1):

«Порту»: 2005-06
- Володар Суперкубка Португалії (1):

«Порту»: 2004
- Володар Кубка німецької ліги (1):

«Вердер»: 2006
- Володар Кубка Німеччини (1):

«Вердер»: 2008-09
- Володар Міжконтинентального кубка (1):

«Порту»: 2004
- Переможець Ліги Європи (1):

«Атлетіко»: 2011-12
- Чемпіон Іспанії (1):

«Атлетіко»: 2013-14
- Володар Суперкубка Туреччини (1):

«Фенербахче»: 2014
- Переможець Ліги Каріока (4):

«Фламенгу»: 2017, 2019, 2020, 2021
- Володар кубка Лібертадорес (2):

«Фламенгу»: 2019, 2022
- Володар Рекопи Південної Америки (1):

«Фламенгу»: 2020
- Володар Суперкубка Бразилії (2):

«Фламенгу»: 2020, 2021
- Володар Кубка Бразилії (1):

«Фламенгу»: 2022

### Збірні
- Чемпіон Південної Америки (U-17): 2001
- Срібний призер Панамериканських ігор: 2003
- Срібний призер Золотого кубка КОНКАКАФ: 2003
- Володар Кубка Америки: 2004, 2007
- Бронзовий олімпійський призер: 2008

### Особисті
- Найкращий гравець Бундесліги: 2007